# X (sociaalnetwerksite)

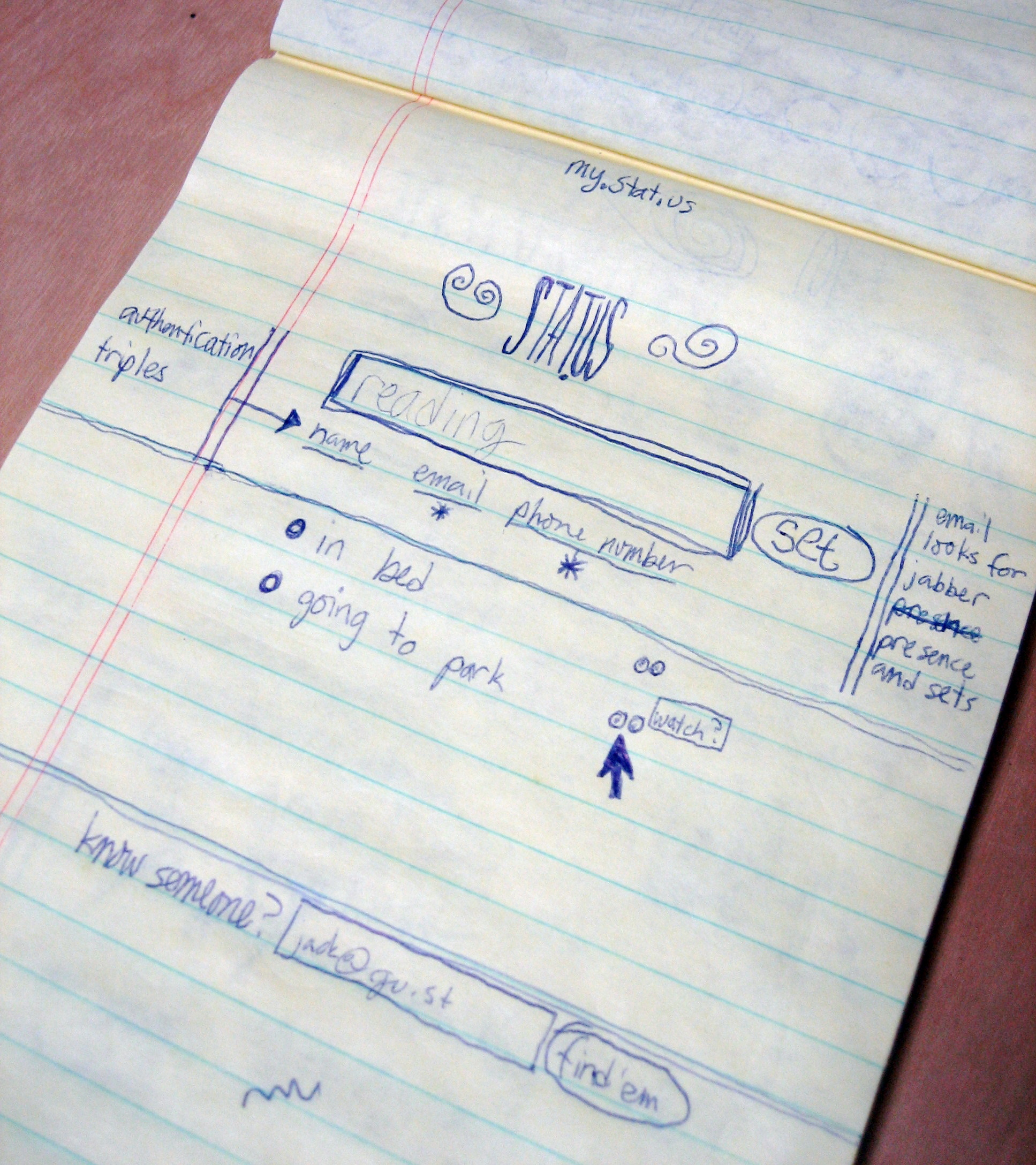
Schets van Dorsey voor Twitter

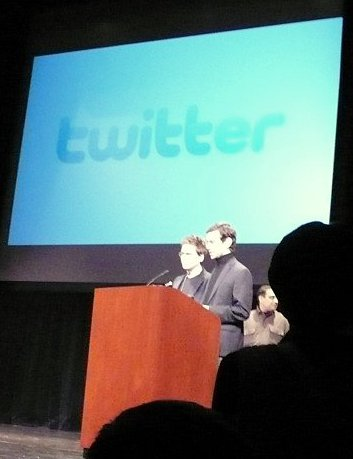
Biz Stone en Jack Dorsey na de ontvangst van een Crunchie Award 2007 in 2008

Voormalig Twitter-logo (2010)

Voormalig Twitter-logo (2012)

X (voorheen Twitter) is een sociaalnetwerksite, beheerd door het bedrijf X Corp. Gebruikers kunnen korte berichtjes van maximaal 280 tekens publiceren, op elkaar reageren en elkaar volgen. Twitter startte in 2006 onder de naam Twttr. In oktober 2022 werd Elon Musk eigenaar van het in San Francisco gevestigde Twitter Inc, het bedrijf achter Twitter. In maart 2023 ging Twitter Inc. op in het bedrijf X Corp., en op 23 juli dat jaar maakte Musk bekend dat Twitter 'X' zou gaan heten. Een dag later kreeg de officiële Twittersite het 'X'-logo en werd de naam veranderd van Twitter in X.

## Achtergrond
Het gebruik van Twitter heette twitteren of tweeten, wat letterlijk tjilpen betekent. Het logo van Twitter was een vogeltje. Twitteren kwam neer op in realtime communiceren via een microweblog op een pc, gsm, smartphone of andere mobiele apparaten met een internetaansluiting. Door de combinatie van webloggen met instant messaging wordt het microblogging genoemd.
Oorspronkelijk was de vraag van de dienst "Wat ben je aan het doen?" Nu is het "Wat houdt je bezig?" Iedere twitteraar kan op elk moment van de dag in maximaal 280 tekens vertellen waar hij/zij mee bezig is, wat hij/zij van plan is of wat hem/haar bezighoudt. Er zijn ook mensen die vooraf aankondigen dat zij bij een evenement aanwezig zijn en met anderen, al dan niet aanwezig bij het evenement, willen twitteren. Dit creëert een virtuele aanwezigheid. Een tweet kan ook een afbeelding bevatten, en daarmee ook een tekst van meer dan 280 tekens, in de vorm van een afbeelding.

## Geschiedenis
Twitter werd in maart 2006 opgericht door Obvious Corporation, een bedrijf uit San Francisco. Twitter begon als een onderzoeksproject binnen Odeo, een site van webbedrijf Obvious van Noah Glass en Jack Dorsey, en kwam voor het eerst beschikbaar in juli 2006. Het Twitter-projectteam won de South by Southwest Web Award van 2007 in de categorie "blog". Als dank gaf het team de volgende speech: We'd like to thank you in 140 characters or less. And we just did!, "Wij zouden jullie willen bedanken in 140 tekens of minder. En dat hebben we nu gedaan!". Obvious Corp kocht in mei 2007 Odeo.
Twitter maakte een enorme groei door, onder meer door de snelle verslaggeving na rampen en andere actualiteiten, zoals de noodlanding van US Airways-vlucht 1549, de vliegtuigcrash van Turkish Airlines-vlucht 1951 en de ongeregeldheden na de presidentsverkiezingen in Iran in juni 2009.
In augustus 2011 waren er in Nederland ongeveer een miljoen twitteraars actief. Twitter zelf gaf aan dat er september 2011 wereldwijd 100 miljoen actieve gebruikers waren, dit aantal bleef in de jaren daarna groeien en in 2018 waren er 321 miljoen actieve gebruikers.
Op 27 november 2012 werd bekend dat paus Benedictus XVI een Twitter-account had aangemaakt. Op 18 mei 2015 maakte ook de Amerikaanse president Barack Obama een account aan.
Eind november 2021 vertrok Dorsey als bestuursvoorzitter. Hij werd opgevolgd door Parag Agrawal.
In juli 2023 werd Twitter omgedoopt tot X.

### Incidenten
In 2015 spioneerden twee voormalige Twitter-medewerkers gedurende enkele maanden voor het Saoedi-Arabische regime op Twitter-accounts. Er werden contacten onderhouden met de Saoedische geheime dienst en informatie over dissidenten en politieke activisten werd doorgespeeld.
In 2017 verwijderde een medewerker het account van de Amerikaanse president Donald Trump, waarna het binnen 11 minuten weer werd hersteld.
Op 15 juli 2020 werden op Twitter de accounts van enkele bekende Amerikanen gehackt en gebruikt voor bitcoin-oplichting. Donaties in bitcoins werden gevraagd op de Twitter-accounts van onder anderen Barack Obama, Elon Musk, Kim Kardashian, Kanye West, Michael Bloomberg en Joe Biden – accounts met opgeteld miljoenen volgers. In Nederland werd het account van Geert Wilders gehackt. Het zou om de grootste hack tot dan toe gaan bij Twitter. De oorzaak was een inbraak in het interne beheerderspaneel van Twitter. Een medewerker zou hiervoor zijn betaald.
Na de bestorming van het Capitool op 6 januari 2021 en president Trumps rol in de aanloop daarnaartoe, gaf Twitter de president een permanente Twitterban. Hij had 88 miljoen volgers. Beleggers vreesden dat met deze actie de populariteit van het sociale medium zou afnemen en de aandelenkoers daalde met 11% op het nieuws.
In augustus 2022 beschuldigde klokkenluider Peiter Zatko, tot begin 2022 hoofd beveiliging bij Twitter, het bedrijf ervan nalatig te zijn inzake beveiliging, en de toezichthouders te hebben misleid.
In december 2022 werden op last van CEO Elon Musk een reeks interne documenten overgemaakt aan journalisten Matt Taibbi, Bari Weiss, Lee Fang, en auteurs Michael Shellenberger en David Zweig, met het oog op publicatie. De documenten, die bekend raakten als de Twitter files, moesten duidelijkheid verschaffen over het beleid van Musks voorgangers, over de inhoudelijke moderatie bij het bedrijf en vermeende partijdigheid, en de invloed van de inlichtingendiensten bij de inhoudscontrole.

## Techniek
Twitter werd aanvankelijk geschreven met het Ruby on Rails-webframework. Een van de leden van het Twitter-projectteam uitte zijn zorgen over de schaalbaarheid van de dienst. Daardoor waren ze genoodzaakt de "Queue server" te herschrijven in Scala, dat in 2009 werd ingevoerd.
Op 7 april 2007 werd een zwak punt in de beveiliging van Twitter aangetoond door Nitesh Dhanjani: wanneer het telefoonnummer van het slachtoffer bekend was, kon door sms-spoofing een tweet op andermans pagina geplaatst worden.

## Gebruik
HashtagEen hashtag is een of meer woorden die aan elkaar geschreven zijn met een # ervoor (bijvoorbeeld #burendag). Via de sociaalnetwerksite kun je op deze hashtags zoeken en alle tweets met zo'n zelfde hashtag zien. Dit wordt vaak gebruikt bij evenementen of actuele onderwerpen waar veel over gesproken wordt. Ook bij televisieprogramma's wordt steeds vaker een hashtag vermeld, zodat mensen erover mee kunnen tweeten.
MentionMet een @ kan iemand bij een tweet betrokken worden door achter het @-teken zijn gebruikersnaam te vermelden.
PrivéberichtOnder voorwaarden kan een gebruiker aan een andere gebruiker een privébericht sturen.
Trending topicDe website kent een lijst met onderwerpen die trending topic zijn. Dat is een lijst met woorden of hashtags waar op dat moment het meest over geschreven wordt. Sinds 2010 is deze lijst ook per land of per stad te bekijken. Actuele nieuwsgebeurtenissen komen vaak in de lijst voor, evenals bekende personen of speciale dagen.
TweetMet de berichtendienst sturen gebruikers tekstberichten (tweets) van maximaal 140 (inmiddels 280) tekens via sms, e-mail, IM, de website of via een applicatie zoals Twitterrific of X Pro. Dit wordt tweeten genoemd. Sinds Twitter 'X' heet, wordt ook wel gesproken van x'en. Deze tweets worden getoond op de gebruikerspagina en bij andere gebruikers die hebben opgegeven deze te willen ontvangen. De zender kan de aflevering beperken tot een groep vrienden, maar standaard worden de berichten afgeleverd bij alle belangstellenden.
TwitterbotTwitterbot is software waarmee automatisch berichten kunnen worden geplaatst.

## Clients
Naast de website van twitter.com zijn er ook veel clients waarmee tweets geplaatst en gelezen kunnen worden op verschillende platforms. De bekendste Twitterclients zijn Twitterific, Echofon, TweetDeck, Tweetbot en Gravity. Daarnaast heeft Twitter zelf ook mobiele apps voor BlackBerry OS, iOS en Android. Twitter had ook een applicatie voor Windows Phone en Firefox OS.
Tweetdeck was een populaire client. Deze werd in 2011 door Twitter opgekocht en in 2023 hernoemd in X Pro.
In februari 2023 kondigde Twitter aan zijn beleid rond API's aan te scherpen. Thirdparty-clientontwikkelaars kregen plotseling geen API-toegang. Hier kwam hevig protest op vanuit de Twitter-community. Heel wat ontwikkelaars waren genoodzaakt om de ontwikkeling in hun clients te staken, waaronder Twitterific en Tweetbot.

## Verdienmodel
Veruit de belangrijkste bron van inkomsten van Twitter is advertenties. De adverteerder koopt bepaalde zoekwoorden in. Als gebruikers die zoekwoorden invoeren, worden advertenties als tweets getoond in de Timeline van de gebruiker. Er wordt maar één promoted tweet getoond per zoekresultaat. Als de promoted tweet niet aanslaat bij de gebruiker wordt deze niet meer getoond.
Twitter heeft partnerschappen met bedrijven zoals Grip, Microsoft, Yahoo!, Google en Bing, die toegang hebben tot de volledige Twitter-stream. Deze bedrijven verkopen deze data door aan andere bedrijven of worden door hen gebruikt om trends te kunnen waarnemen, influencers te kunnen identificeren en engagement te kunnen meten. Twitter wordt door bedrijven ingezet om makkelijk contact met de doelgroep te onderhouden en naamsbekendheid te verkrijgen. Tegenwoordig gebruiken bedrijven Twitter niet alleen als reclamemedium, maar ook steeds meer om vragen en klachten van (potentiële) klanten in behandeling te nemen. Dit wordt ook wel webcare genoemd. Sommige bedrijven hebben een apart webcare-account.
In november 2022 werd een betalend abonnement aangekondigd, waarvoor gebruikers dan een blauw vinkje bij hun naam krijgen. De formule zou aanvankelijk 8 dollar per maand kosten.

### Gebruik door overheden en veiligheidsdiensten
De informatie die Twitter verkoopt voor bedrijven kan ook worden gebruikt door overheden en veiligheidsdiensten. Twitter heeft in de voorwaarden gesteld dat deze data niet gebruikt mogen worden voor opsporingsdoeleinden, maar neemt onvoldoende maatregelen om dit daadwerkelijk te garanderen. De belangrijkste inkomsten voor Twitter komen van advertenties, maar de rechten om Twitter-data te gebruiken is een snelgroeiende bron van inkomsten. Snapchat is een voorbeeld van een bedrijf dat deze diensten heeft aangeboden aan de autoriteiten van Azerbeidzjan, Bahrein, Maleisië, Saoedi-Arabië, Turkije en andere landen die de vrijheid van meningsuiting onderdrukken. In Saudi-Arabië zijn mensen veroordeeld tot gevangenisstraffen en stokslagen door kritische geluiden die zij via Twitter hebben gedeeld.

### Censuur en moderatie
Twitter is om verschillende redenen verbannen in Rusland, Iran, China en Noord-Korea en tijdelijk geblokkeerd geweest in vele landen, waaronder Egypte, Irak, Nigeria, Turkije, Venezuela en Turkmenistan. In 2016 werkte Twitter samen met de Israëlische regering om bepaalde inhoud komende van buiten Israël te verwijderen uit tweets die binnen Israël zichtbaar waren. In een tweejaarlijks rapport uit 2017 meldde Twitter dat 90% van de verzoeken om inhoud te verwijderen kwamen uit onder andere Turkije, Rusland, Frankrijk en Duitsland. Vanaf begin september 2024 is X niet meer te gebruiken in Brazilië. De rechtbank nam deze beslissing omdat X niet heeft voldaan aan de wettelijke verplichting tijdig een juridische vertegenwoordiger aan te stellen. Ondanks dat X inmiddels aan de eisen zou hebben voldaan is de blokkade nog niet opgeheven. Brazilië is een belangrijk land voor X, zo'n 40 miljoen Brazilianen zijn minstens een keer per maand op het platform actief.

### Platformverval
Volgens internetcriticus Cory Doctorow lijdt het platform, net als andere online-platformen en sociale media zoals Amazon, Facebook, Google Zoeken, Bandcamp, Reddit, Uber en Unity, aan "platformverval" (platform decay, beter bekend onder de Engelse schuttingterm enshittification): het afnemende gebruikersnut van een online omgeving veroorzaakt door hebzucht.
Het platformverval wordt in verband gebracht met de veranderingen na de overname door Elon Musk. Zo worden gebruikers die betalen voor een blauw vinkje prominenter getoond in gesprekken, kan nog maar een beperkt aantal berichten gelezen worden per dag, en is het platform alleen nog te bekijken met een gebruikersaccount. Waar Twitter voorheen een vitaal platform was voor realtime informatie en sociale interacties, is het volgens Eleanor Stern een platform geworden waar het voldoende is om alleen nog toe te kijken.

#### Platformverlaters
In januari 2025 kondigde de Vlaamse krant De Morgen aan het platform X te hebben verlaten: "De waarden van Elon Musk staan haaks op die van onze democratische samenleving en op die van De Morgen." Kort nadien volgde de partij Groen. Eerder waren ook de kranten The Guardian, Dagens Nyheter en La Vanguardia vertrokken.

### Resultaten
De omzet van Twitter is sinds 2010 zeer sterk gegroeid, al rapporteerde het bedrijf in 2017 voor het eerst een bescheiden omzetdaling. De belangrijkste inkomstenbron zijn advertenties, dit maakte in 2021 zo'n 90% van de totale omzet uit. De resultaten waren tot en met 2017 zeer negatief. Twitter geeft veel geld uit voor Onderzoek en Ontwikkeling en dit was in 2021 gelijk aan een kwart van de omzet. Vanaf 2018 rapporteert Twitter naast de maandelijkse gebruikers (MAU=Monthly Active Users) ook de dagelijkse gebruikers die advertenties te zien krijgen (mDAU=monetizable Daily Active Users). Van alle mDAU's is ongeveer een vijfde woonachtig in de Verenigde Staten.
| Jaar | Omzet  | Bedrijfs- resultaat | Netto- resultaat | Maandelijkse Actieve Gebruikers (MAU, in miljoenen) | Dagelijkse Actieve Gebruikers (mDAU in miljoenen) |
| ---- | ------ | ------------------- | ---------------- | --------------------------------------------------- | ------------------------------------------------- |
| 2010 | 28,3   | −67,5               | −67,3            |                                                     |                                                   |
| 2011 | 106,3  | −127,4              | −128,3           |                                                     |                                                   |
| 2012 | 316,9  | −77,1               | −79,4            | 185                                                 |                                                   |
| 2013 | 664,9  | −635,8              | −645,3           | 241                                                 |                                                   |
| 2014 | 1403,0 | −538,9              | −557,8           | 288                                                 |                                                   |
| 2015 | 2218,0 | −450,0              | −521,0           | 305                                                 |                                                   |
| 2016 | 2526,9 | −367,2              | −456,9           | 319                                                 | 103                                               |
| 2017 | 2443,3 | 38,7                | −108,1           | 330                                                 | 115                                               |
| 2018 | 3042,4 | 453,3               | 306,5            | 321                                                 | 126                                               |
| 2019 | 3459,3 | 366,4               | 258,8            |                                                     | 152                                               |
| 2020 | 3716,3 | 26,7                | −34              |                                                     | 192                                               |
| 2021 | 5077,5 | −492,7              | −221,4           |                                                     | 217                                               |

In oktober 2016 maakte het bedrijf bekend 300 werknemers, circa 9% van het totaal, te gaan ontslaan. Twitter doet dit om in 2017 uit de verliezen te komen. Verder wordt Vine, een applicatie om korte videoberichten uit te wisselen, gestaakt.

## Aandeelhouders
Er deden lange tijd overname geruchten de ronde. De interesse van Google was gelegen in het feit dat de zoekmachine van Twitter resultaten toont van het heden, in tegenstelling tot de zoekresultaten van Google die altijd geïndexeerde resultaten toont met enige vertraging. Vaak bleek Twitter de eerste nieuwsbron en Google zou als primaire informatieleverancier graag dergelijke informatie als eerste kunnen presenteren en kunnen benutten.
Het aandeel Twitter was vanaf 7 november 2013 genoteerd aan de New York Stock Exchange onder het symbool “TWTR”. De introductiekoers was vastgesteld op US$ 26 per aandeel. Er werden 70 miljoen aandelen geplaatst hetgeen het bedrijf US$ 1,8 miljard opleverde.
Op 23 september 2016 steeg de koers van het aandeel Twitter met zo’n 20% op geruchten dat Google of Salesforce.com het bedrijf willen overnemen. De geruchten kwamen niet uit, Google zei geen plannen hiervoor te hebben en voor Salesforce.com was de overname te groot. Twitter had op dat moment een marktwaarde van US$ 15 miljard. Nadat dit nieuws bekend werd daalde de aandelenkoers van Twitter weer tot onder de US$ 20. Op het hoogtepunt stond het aandeel op bijna US$ 70, maar wisselingen in het bestuur, vertraging bij de introductie van nieuwe producten en een onduidelijk bedrijfsstrategie deden de koers fors dalen.

Logo van 2012 tot 2023

In april 2022 maakte Elon Musk bekend een aandelenbelang van 9,2% in Twitter te hebben. Dit belang had een waarde van zo'n € 2,7 miljard. Musk was al lange tijd een fanatieke twitteraar. Korte tijd later maakte hij bekend heel Twitter te willen kopen. Op 25 april bereikte hij overeenstemming met het bestuur waarbij Musk US$ 54,20 per aandeel zou betalen waarmee de totale overnamesom zou uitkomen op US$ 44 miljard. In juli zag Musk van de koop af, volgens hem bood Twitter hem onvoldoende gelegenheid om het aantal nep- en spamaccounts in te schatten. Twitter reageerde hierop dat het de overeenkomst wilde doorzetten en stapte naar de rechter. Eind oktober 2022 werd Twitter alsnog overgenomen door Musk. Er is kritiek op zijn grillige bestuursstijl. Musk beschuldigt Media Matters for America van een frauduleuze aanval op X, en kondigt aan een rechtszaak te beginnen.
In maart 2025 herorganiseerde Musk het eigenaarschap en nam xAI, het bedrijf van Musk rond kunstmatige intelligentie, X Corp over.

## Hypes
Op Twitter ontstaan er met enige regelmaat hypes, zoals:
- In 2009 werd een 73 jaar oude man een regelrechte hit op Twitter doordat zijn zoon zijn dagelijkse gemopper via Twitter met 250.000 belangstellenden deelde ("Shitmydadsays").[49] Begin 2011 had hij bijna twee miljoen volgers.
- Sockington is een Amerikaanse kat met een eigen Twitteraccount. De eigenaar plaatst sinds 2007 regelmatig tweets over de belevenissen van het beestje. Vanaf 11 februari volgden meer dan anderhalf miljoen belangstellenden de belevenissen van Sockington.
- Arjan El Fassed, die 300.000 volgers kreeg nadat hij een straatnaam in een Palestijns vluchtelingenkamp vernoemd kreeg naar zijn Twitteraccount.
- Er is een nieuw literair genre ontstaan, twitter-fiction: verhalend proza dat uit maximaal 140 tekens mag bestaan. Diverse websites hebben zich volledig op dat genre toegelegd. Wekelijks worden tientallen twitterstories online gepubliceerd.[50]

## Varia
- ZDNet meldde op 20 oktober 2009 dat de vijf miljardste tweet was gepost. De Amerikaan Robert Sloan was verantwoordelijk voor dit bericht, dat hij schreef in reactie op een andere gebruiker. De vijf miljardste tweet maakte niet gebruik van het maximale aantal tekens van 140. De tekst luidde: "Oh lord".
- Op 22 november 2009 werd het woord twitteren door het Genootschap Onze Taal verkozen tot woord van het jaar.[51]
- In de documentaire Elon Musk's Twitter Takeover (2023) wordt de achtergrond van de overname van Twitter door Elon Musk geschetst.[52]